# Dust Bolt
Dust Bolt est un groupe allemand de thrash metal, originaire de Landsberg am Lech, en Bavière.

## Histoire
Le groupe est formé en tant que groupe d'élèves en 2007, d'abord sous le nom de Die Letzten. Ensemble, ils jouent d'abord des reprises de chansons punk et peu après, ils changent leur nom en Dust Bolt. Ensuite, ils donnent leurs premiers concerts, entre autres avec Sepultura et Napalm Death. En novembre 2009, ils enregistrent leur première démo, Chaos Possession, qui est sortie en avril 2010. Le disque est nommé « démo du mois » par le Metal Hammer et est suivi de concerts avec des groupes comme Disbelief, Circle II Circle, Obituary, Hypocrisy et Hackneyed. Une tournée avec Six Feet Under et Debauchery suit également.
En 2011, le groupe participe à la phase finale du Wacken Open Air en tant que vainqueur des éliminatoires du Metal Battle allemand. Après avoir enregistré leur premier album en autoproduction, ils signent un contrat avec Napalm Records. Fin juillet 2012, leur premier album Violent Demolition sort chez Napalm Records, et reçoit 5 points sur 7 de la part de la rédaction de Metal Hammer. Après d'innombrables liveshows et tournées avec des groupes comme Heathen, Generation Kill, Dr. Living Dead! et d'autres, le groupe sort son deuxième album studio Awake the Riot en 2014, avec lequel il perce dans les pays germanophones et au niveau international. Après la sortie de l'album, des concerts en tête d'affiche en Allemagne, en Autriche, en République tchèque et en Suisse ainsi que des concerts dans des festivals comme le Out&Loud Festival suivent et le groupe est qualifié par la presse de jeune espoir du thrash metal. En 2015, Dust Bolt fait partie du Inked in Blood European Tour 2015 dans toute l'Europe en tant que première partie d'Obituary. Pour le reste de l'année, de nouveaux concerts avec Sepultura ainsi que des festivals comme le Summer Breeze Open Air sont confirmés. Début 2016, le groupe entre en studio pour enregistrer son troisième album Mass Confusion, qui sort dans le monde entier le 8 juillet 2016. L'album est promu dans le cadre de nombreux concerts de festivals et d'une tournée de têtes d'affiche qui suit pendant le reste de l'année. En 2017, Dust Bolt fait finalement le grand saut en tournant dans le cadre de la tournée Battle of the Bays 2017 à travers tous les États-Unis avec Obituary, Exodus and Power Trip. En hiver 2017, le groupe commence à travailler sur l'album suivant, Trapped in Chaos, avant de repartir au printemps pour une tournée de plusieurs semaines aux États-Unis avec Obituary, Skeletonwitch et Pallbearer. Le chanteur Lenny « Bruce » Breuss aide même Obituary en tant que guitariste principal pour deux concerts lors de cette tournée. Dust Bolt joue également dans des festivals tels que le Wacken Open Air et Bloodstock Open Air au cours de l'année, ainsi qu'une tournée en tête d'affiche en Asie.
En janvier 2019, leur quatrième album, Trapped in Chaos, sort et est promu par une longue tournée et des concerts de soutien pour des groupes comme Hatebreed ou Testament. En 2020, le bassiste Bene Münzel annonce son départ. Le groupe effectue une tournée européenne avec Unearth et Prong, avant de se retirer pendant la pandémie de Covid-19 pour faire une pause et travailler sur du nouveaux morceaux. Le prochain album Sound and Fury, produit par Lenny Bruce lui-même, est annoncé pour 2024 via AFM Records et devrait représenter une évolution du style musical - ainsi qu'un changement de style, tout en intégrant de nouveaux éléments, plus de chant clair et un son plus moderne.

## Style musical
Le groupe joue du thrash metal old-school, qui s'inspire du thrash metal classique de la région de la baie, mais qui n'oublie pas quelques sonorités modernes et des influences d'autres genres. Leur style propre, qui est aussi un mélange de groupes comme Slayer et Kreator, est aussi clairement reconnaissable par des parties influencées par le crossover et le punk hardcore. En plus du thrash metal rapide et agressif, qui est cependant aussi marqué par des mélodies au niveau du chant et des guitares, le groupe est surtout connu pour ses shows live énergiques.

## Discographie

### Albums studio
- 2012 : Violent Demolition (Napalm Records)
- 2014 : Awake the Riot (Napalm Records)
- 2016 : Mass Confusion (Napalm Records)
- 2019 : Trapped in Chaos (Napalm Records ; 96e place des charts allemands[14])
- 2024 : Sound and Fury (AFM Records ; 17e place des charts allemands[14])

### Démo
- 2010 : Chaos Possession

### Compilations
- 2013 : Jump in the Fire sur A Tribute to Kill ’Em All